# Hyalornis docta
Hyalornis docta là một loài bướm đêm trong họ Geometridae.